# Don Toliver
Caleb Zackery Toliver (Houston, 12 de junho de 1994), mais conhecido como Don Toliver, é um rapper, cantor e compositor norte-americano.